# Abraxas (banda)
Abraxas foi uma banda polonesa de rock progressivo formanda em 1987.
Abraxas foi fundada em 29 de outubro no ano 1987 na cidade de Bydgoszczy por Adama Łassę (vocal) e Łukasza Święcha (guitarra). Depois de um curto período a banda deixou de existir por dois anos, no entanto, ganhou uma nova vida em 1991 e foi acompanhada por Mikołaj Matyska (bateria), Krzysztof Pacholski (teclados), Rafał Ratajczak (baixo) e Radek Kaminsk (guitarra clássica). Nesta formação, uma serie de canções foram criadas, que mais tarde seriam incluídas no primeiro álbum da banda. Ela se apresentou em um festival na cidade. Deixou de existir novamente por conta da morte de Radek Kaminsk em 1993.
Mais uma vez a banda ganhou uma nova vida em 1994 com Adama Łassy, Szymon Brzeziński (guirrata), Marcin Mak (bateria), Marcin Błaszczyk (teclados)e Olgierd Bałtaki (baixo), que logo foi substituído por Rafała Ratajczaka. Em 1996 a banda se apresentou no festival de música progressiva na cidade de Varsóvia.

## Membros
- Maciej Bagiński - Bagin 1992-1993 - Músicas Kameleon, Ajudah - arranjos. (guitarra baixo)
- Olgierd Bałtaki (guitarra baixo)
- Marcin Błaszczyk (teclados, flauta)
- Szymon Brzeziński (guitarra,teclados )
- Radek Kamiński (guitarra)
- Adam Łassa (vocal)
- Marcin Mak (bateria)
- Mikołaj Matyska (bateria)
- Jacek Bloch (bateria)
- Krzysztof Pacholski (teclado)
- Rafał Ratajczak (guitarra baixo)
- Łukasz Święch (guitarra)

## Discografia
- Cykl obraca się. Narodziny, dzieciństwo pełne duszy, uśmiechów niewinnych i zdrady... (1996)
- Centurie (1998)
- 99 (1999)
- Live in Memoriam (2000, ao vivo)